# Aftermath (album)
Aftermath – czwarty w Wielkiej Brytanii i szósty w Stanach Zjednoczonych album brytyjskiego zespołu rockowego The Rolling Stones.
W 2003 amerykańskie wydanie albumu zostało sklasyfikowane na 108. miejscu listy 500 albumów wszech czasów dwutygodnika „Rolling Stone”.

## Lista utworów

### Wydanie brytyjskie
Wszystkie piosenki napisane przez duet Jagger/Richards.
Strona 1
| 1. | „Mother’s Little Helper” | 2:45  |
|    |                          |       |
| 2. | „Stupid Girl”            | 2:55  |
|    |                          |       |
| 3. | „Lady Jane”              | 3:08  |
|    |                          |       |
| 4. | „Under My Thumb”         | 3:41  |
|    |                          |       |
| 5. | „Doncha Bother Me”       | 2:41  |
|    |                          |       |
| 6. | „Goin’ Home”             | 11:13 |
|    |                          |       |
|    |                          | 26:23 |
|    |                          |       |
Strona 2
| 1. | „Flight 505”          | 3:27  |
|    |                       |       |
| 2. | „High and Dry”        | 3:08  |
|    |                       |       |
| 3. | „Out of Time”         | 5:37  |
|    |                       |       |
| 4. | „It's Not Easy”       | 2:56  |
|    |                       |       |
| 5. | „I Am Waiting”        | 3:11  |
|    |                       |       |
| 6. | „Take It or Leave It” | 2:47  |
|    |                       |       |
| 7. | „Think”               | 3:09  |
|    |                       |       |
| 8. | „What to Do”          | 2:32  |
|    |                       |       |
|    |                       | 26:47 |
|    |                       |       |

### Wydanie amerykańskie
| 1.  | „Paint It, Black”  | 3:45  |
|     |                    |       |
| 2.  | „Stupid Girl”      | 2:55  |
|     |                    |       |
| 3.  | „Lady Jane”        | 3:09  |
|     |                    |       |
| 4.  | „Under My Thumb”   | 3:41  |
|     |                    |       |
| 5.  | „Doncha Bother Me” | 2:41  |
|     |                    |       |
| 6.  | „Think”            | 3:09  |
|     |                    |       |
| 7.  | „Flight 505”       | 3:27  |
|     |                    |       |
| 8.  | „High and Dry”     | 3:08  |
|     |                    |       |
| 9.  | „It’s Not Easy”    | 2:56  |
|     |                    |       |
| 10. | „I Am Waiting”     | 3:11  |
|     |                    |       |
| 11. | „Goin’ Home”       | 11:13 |
|     |                    |       |
|     |                    | 43:15 |
|     |                    |       |

## Muzycy
- Mick Jagger – wokal, perkusja, Lighting, harmonijka
- Keith Richards – gitara, wokal
- Brian Jones – gitara, marimba, dzwonki, dulcymer, sitar, pianino, organy, klawesyn, harmonijka
- Charlie Watts – perkusja, marimba, dzwonki
- Bill Wyman – gitara basowa, marimba, dzwonki, pianino, organy, klawesyn
- Jack Nitzsche – perkusja, pianino, organy, klawesyn
- Ian Stewart – pianino, organy, klawesyn

## Listy przebojów

### Album
| Rok  | Lista           | Pozycja |
| ---- | --------------- | ------- |
| 1966 | UK Albums Chart | 1       |
| 1966 | Billboard 200   | 2       |

### Single
| Rok  | Single                 | Lista                 | Pozycja |
| ---- | ---------------------- | --------------------- | ------- |
| 1966 | Paint It Black         | UK Top 50 Singles     | 1       |
| 1966 | Paint It Black         | The Billboard Hot 100 | 1       |
| 1966 | Mother's Little Helper | The Billboard Hot 100 | 8       |
| 1966 | Lady Jane              | The Billboard Hot 100 | 24      |

## Certyfikaty i sprzedaż
| Kraj                                   | Certyfikat      | Sprzedaż   |
| -------------------------------------- | --------------- | ---------- |
| Stany Zjednoczone (RIAA)               | platynowa płyta | 1 000 000+ |
| Wielka Brytania (BPI) (wydanie z 2006) | srebrna płyta   | 60 000+    |